# Lac Umbagog
Le lac Umbagog est un lac américain constituant frontière  entre les États du New Hampshire (comté de comté de Coös) et du Maine (comté d'Oxford). 

## Géographie
Il s'étend sur un axe nord-sud sur 18 km et a une superficie de 31,8 km2  Peu profond, sa profondeur maximale est de 14 mètres pour une profondeur moyenne de trois. Son nom en langue Abénaqui signifie d'ailleurs peu profond.
Il est alimenté par les rivières Magalloway, Rapid River et Dead Cambridge River. Il donne naissance à la rivière Androscoggin.
Le lac est inclus dans le refuge faunique national Umbagog. La région présente une faune diversifiée, y compris coyote, dindon sauvage, aigle chauve, balbuzard pêcheur, lynx roux, orignal, lapin, ours, et bien d'autres espèces indigènes.